# Sanxingdui
Sanxingdui (三星堆, Sānxīngduī) är en arkeologisk fyndplats av en bronsålderscivilisation i Sichuanprovinsen i Kina. Civilisationen uppkom från det antika riket Shu och utvecklades ur en cirka 5 000 år gammal neolitisk kultur. Civilisationen hade sin storhetstid parallellt med Shangdynastin (1600–1046 f.Kr.) för att slutligen plötsligt och utan tydlig förklaring gå under ungefär 1200 f.Kr. Civilisationen från Sanxingdui är relativt nyupptäckt. Den betydande delen av allt forskningsunderlag om Sanxingdui kommer ur en upptäckt från 1986 då två offergropar fulla med rituella artefakter hittades. Mest uppseendeväckande av fynden är en stor mängd bronsmasker med ett mycket karakteristiskt utseende. Forskningen försvåras av att inga skriftliga referenser om Sanxingdui har påträffats.
Upptäckten av Sanxingdui har komplicerat den kinesiska historiebeskrivningen där Xiadynastin vid Gula floden traditionellt har beskrivits som den kinesiska civilisationens vagga. Sanxingdui-civilisationen existerade vid Yangtzefloden parallellt med Xiadynastin vid samma tid. Båda dessa civilisationer kan i kombination ha format den kinesiska civilisationen.

## Upptäckten

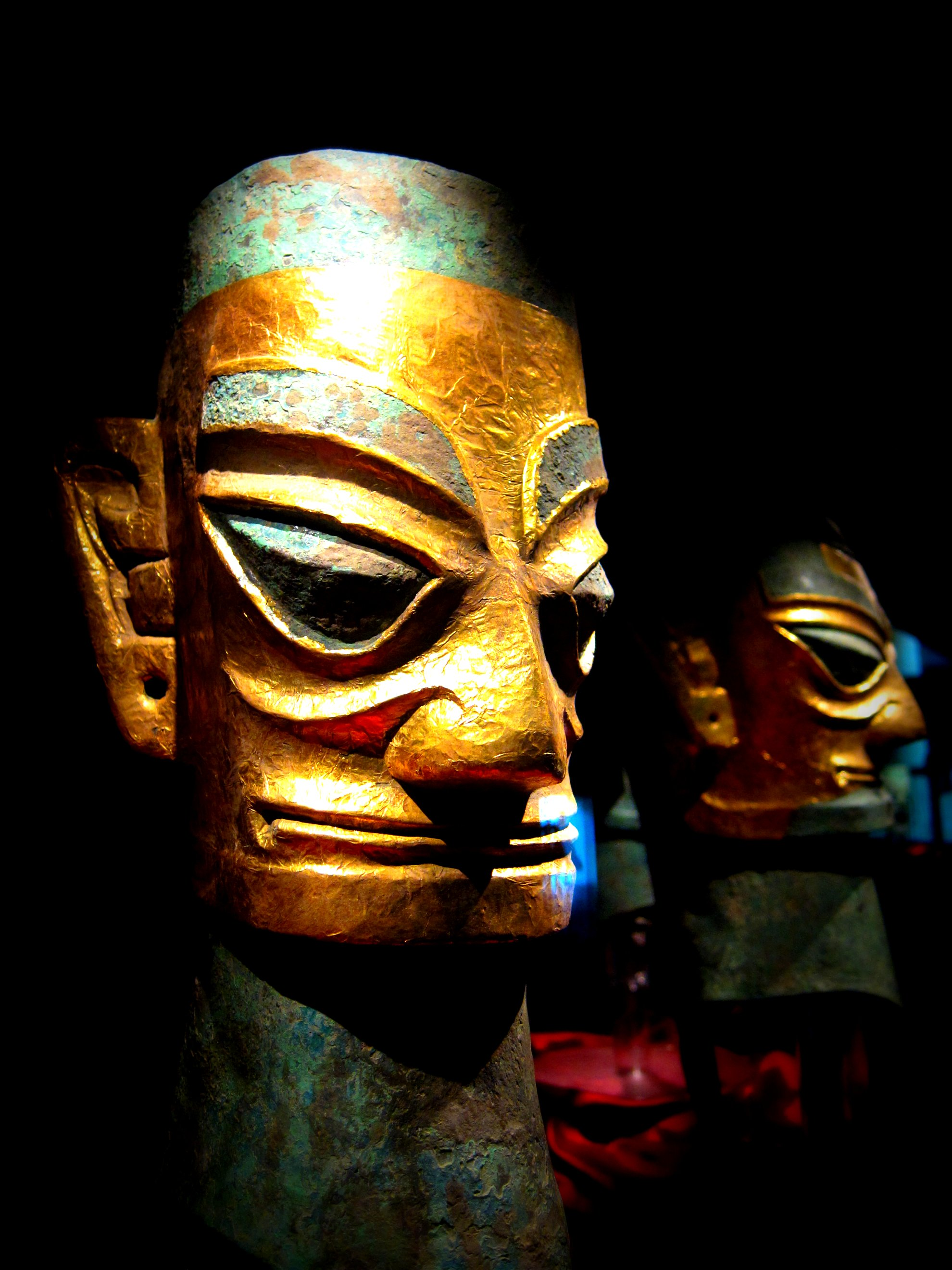
Tre guldpläterade masker.

På våren 1926 när bonden Yan Daocheng tillsammans med sin son Yan Qing grävde en brunn hittade de en grop med ett förråd av 400 jade-föremål, vilket var det första fyndet från Sanxingdui-civilisationen. Från 1931 och därefter hittades flera diken med jade- och bronsredskap, och kulturen kallades då Guanghankulturen. 1980 startade utgrävningar i större skala och lämningar efter en stad med stadsmur hittades. Det stora genombrottet kom 18 juli 1986 då en offergrop full med artefakter upptäcktes. Även detta fynd upptäcktes av en slump av arbetare på en tegelfabrik som hittade mer än tio jade-knivar. 14 augusti samma år hittades ytterligare en grop full med liknande artefakter 30 m från den första gropen. Groparna innehöll en stor mängd rituella föremål. Artefakterna var till stor del masker och statyer med ett mycket speciellt formspråk skilt från andra samtida lämningar från andra platser. Upptäckten är en av 1900-talets största arkeologiska fynd.
Task Rosen, chefsarkeolog på British Museum i London, anser att upptäckterna i Sanxingdui är mer enastående är Terrakottaarmén utanför Xi'an och Dirk Tuerenhout från Houston Museum of Natural Science är en av flera som kallar Sanxingdui för världens nionde underverk.

## Historia

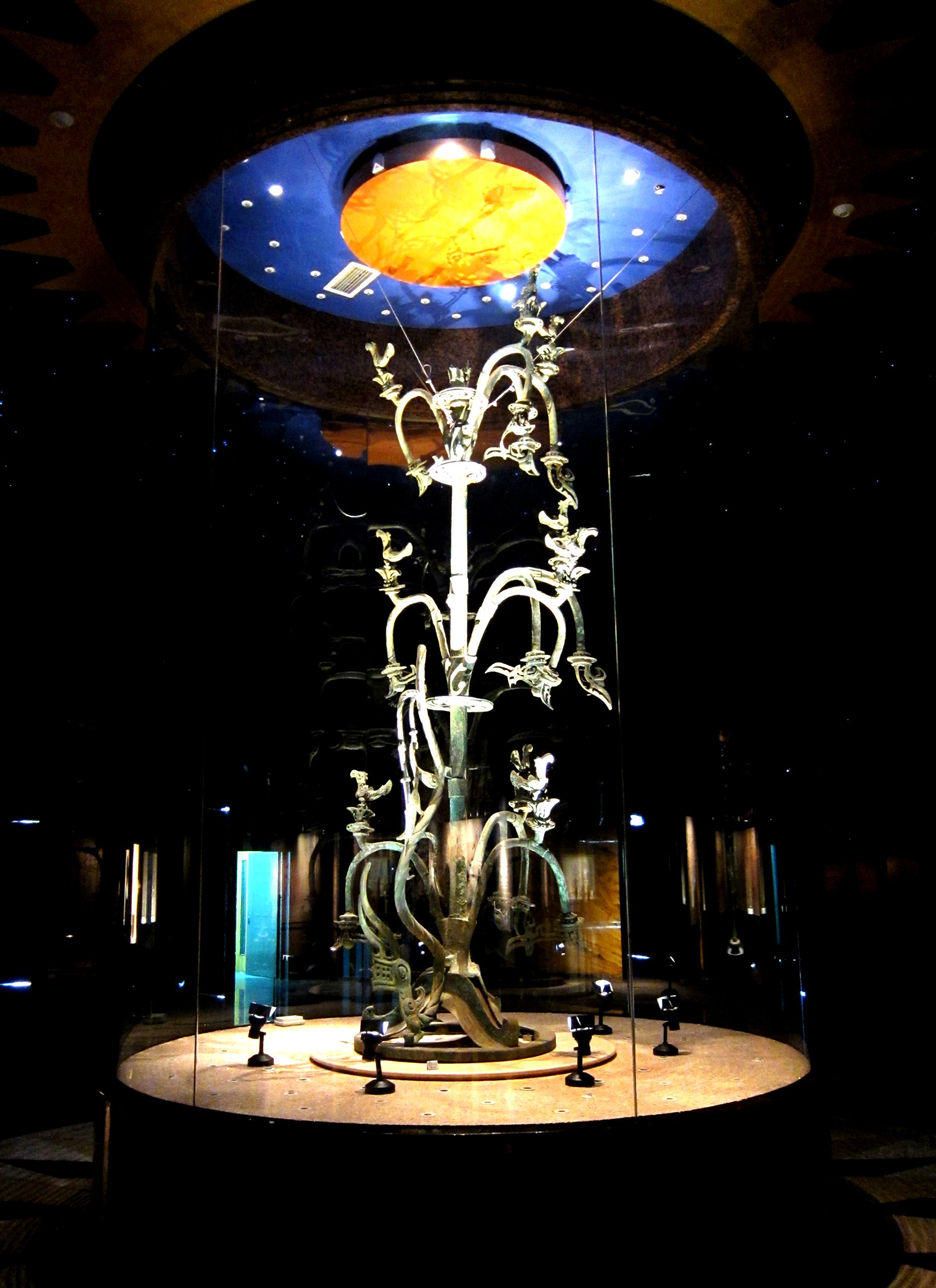
Det nästan fyra meter höga bronsträdet.

Det av berg avskilda området som kallas Sichuanbäckenet tillhörde sedan ungefär 3000 f.Kr. det antika riket Shu. Shu, tillsammans med sin grannstat Ba, levde avskilt från Zhoudynastins (1045-256 f.Kr.) feodala system på grund av sitt avskilda läge. Upptäckten av Sanxingdui visar att riket Shu existerade som en parallell civilisation till Xiadynastin (2070–1600 f.Kr.) och Shangdynastin, vilket har komplicerat den kinesiska historieskrivningen där den Gula floden brukar beskrivas som den kinesiska civilisationens vagga. Det är tänkbart att den efterföljande kinesiska civilisationen är en kombination av Sanxingdui-civilisationen från Yangtzefloden och Shangdynastin från Gula floden. Kinesiska arkeologer har på senare år börjat tala om att "Flera innovationscentrum är tillsammans nedärvda till den kinesiska civilisationen."
Det finns teorier som indikerar att Shangdynastin och Sanxingduikulturen hade kontakt och handelsutbyte. I Orakelbensskrifterna finns skrivtecken med stora likheter till det tecken som representerar staten Shu (蜀). Bronserna från Sanxingdui har även huvudsakligen samma radiogena blyisotoper som bronserna från den tidiga Shangdynastin. Likheterna kan förklaras med en möjlig handelsväg över Qinlingbergen och att Shangdynastin fick sitt tenn från Sanxingdui. I Zhengzhou Shangstad, som var en stad tillhörande Shangdynastin, har en begravningsmask i guld hittats i en kunglig grav med likheter med fynden vid Sanxingdui. Fyndet stärker kopplingarna mellan kulturerna.
Riket Shu var en välmående civilisation under ungefär 1 500 år. Från 1800 f.Kr. var Sanxingdui Sichuans kulturella centrum fram till att civilisationen plötsligt gick under någon gång runt 1200 f.Kr. Några källor pekar på att civilisationen försvann så sent som 800 f.Kr. eller t.o.m. 600 f.Kr.. Det finns många teorier om varför civilisationen gick under, men ingen entydig förklaring. Det kan ha varit på grund av en översvämning. Dock har arkeologerna inte hittat sedimentlager som tillräckligt stöder översvämningsteorin. Civilisationen skulle kunna gått under på grund av krig. De upphittade föremålen är sönderslagna och brända vilket stöder krigsteorin. År 1099 f.Kr. dokumenterades en jordbävning i Shaanxiprovinsen ca 400 km från Sanxingdui. Det är oklart var jordbävningens epicentrum låg, men det är tänkbart att den var närmare Sanxingdui. Geologiska bevis visar att det var en större jordbävning i området någon gång efter 1330 f.Kr. En del arkeologer tror att denna jordbävning kan vara orsaken till civilisationens fall. En studie publicerad 2017 stödjer teorin att det var en jordbävning som orsakade Sanxingduis fall, och daterades denna jordbävning till  1600–1200 f.Kr.
I en något liknande form återuppstod civilisationen igen ganska snart efter dess undergång. Riket Shus politiska centrum flyttades sannolikt till Jinsha nära centrum till dagens Chengdu ungefär 1200 f.Kr. där civilisationen sedan sakta försvagades under Zhoudynastin. Under tiden för De stridande staterna erövrades Shu år 316 f.Kr. av staten Qin, som senare enade hela Kina och grundade Qindynastin. Efter Kinas enande smälte Shu-kulturen mer och mer samman med den kinesiska.
Sanxingduikulturen kan som helhet delas in i fyra perioder. Första perioden var yngre stenålder (neolitikum), ca 2800–2000 f.Kr som har kopplingar till Baodunkulturen och pågick parallellt med Longshankulturen kring Gula floden. Eventuellt var det under denna perioden som Sanxingdui blev centralort eller huvudstad för riket Shu. Under den andra perioden som börjar ca 2000 f.Kr formades riket Shu och sammanfaller tidsmässigt med den tidiga Xiadynastin. Den tredje perioden fram till ca 1200 f.Kr var den kulturellt högstående och blomstrande tiden och var samtida med Shangdynastin. Under den fjärde perioden ca 1200–600 f.Kr som motsvarar sen Shangdynasti och tidig Zhoudynasti faller kulturen och eventuellt överges Sanxingdui och det kulturella centrumet flyttats till Jinsha.
Sedan 2013 är Sanxingdui tillsammans med Jinsha och Gravar med båtformade kistor upptagna som kandidater på Unescos lista för potentiella världsarv.

## Utgrävningen

Karta över utgrävningsplatsen Sanxingdui.

Sanxingdui liggel ca 40 km norr om Chengdu på södra flodbanken av Yazifloden (鸭子河) (som är en grenflod till Yangtzefloden) och ca 7 km nordväst om Guanghan i Sichuanprovinsen. Namnet Sanxingdui betyder "Tre stjärnkullar", och syftar på tre kullar vid utgrävningsplatsen. Hela utgrävningsområdet upptar 12 kvadratkilometer och sex olika fyndplatser. Fynden spänner över tidsperioden från 2 800 f.Kr. fram till 800 f.Kr. Genom utgrävningsplatsen flyter Mamuån (马牧) som delar området i en norra och söder del. I norra delen finns Yueliangwan (月亮湾) (också kallad Hengliangzi (横梁子)) där de första fynden gjordes 1926 och söder om ån finns Sanxingdui där de större offergroparna hittades 1986.

### Staden
Under utgrävningarna 1980 hittades en stadsmur. Den östra muren var 1 700 m lång varav 1 100 m är utgrävd. Muren var ungefär 20 m bred i toppen. Det har även hittats delar av inre murar som eventuellt omgärdade två mindre stadskärnor. Av den södra muren finns bara mindre rester kvar, men den var ursprungligen ca 2 000 m lång. Av de västra muren är 600 m utgrävd, och den är sex till tio meter hög. Den västra muren var ungefär 1 600 till 2 000 m lång. Även en sektion av norra muren har hittats, men den största delen av norra muren är förstörd av Yazifloden. Murarna uppfördes ca 2200–1970 f.Kr. under andra perioden av Sanxingduikulturen men vissa delar byggdes även under den tredje perioden. Staden upptar ungefär 3,5 kvadratkilometer vilket är större än Shangdynastins samtida huvudstad (Zhengzhou Shangstad). I staden har man hittat rester av hus, palats, tempel, eldstäder, mausoleum och offergropar. Husen var både runda och rektangulära och gjorda av trä. I norra delen av staden fanns palatsen och i stadens södra del låg de heliga templen. Stadens östra delar innehåller huvudsakligen bostäder. Nordväst om staden utanför stadsmuren har 28 gravar hittats. Sanxingdui var sannolikt Shu-rikets kulturella, politiska och ekonomiska centrum. Under stadsmuren har tre gravar hittats varav en innehåller ett mänskligt skelett daterat till tiden för neolitikum (yngre stenåldern). Den största byggnaden som hittats finns i palatsområdet på Qinghuanshanterrassen (青关山) i nordvästra delen av staden och upptar mer än 1 000 m³ och mäter 65 x 16 m. Byggnaden är daterad till Sanxingduikulturens tredje period.

### Offergroparna

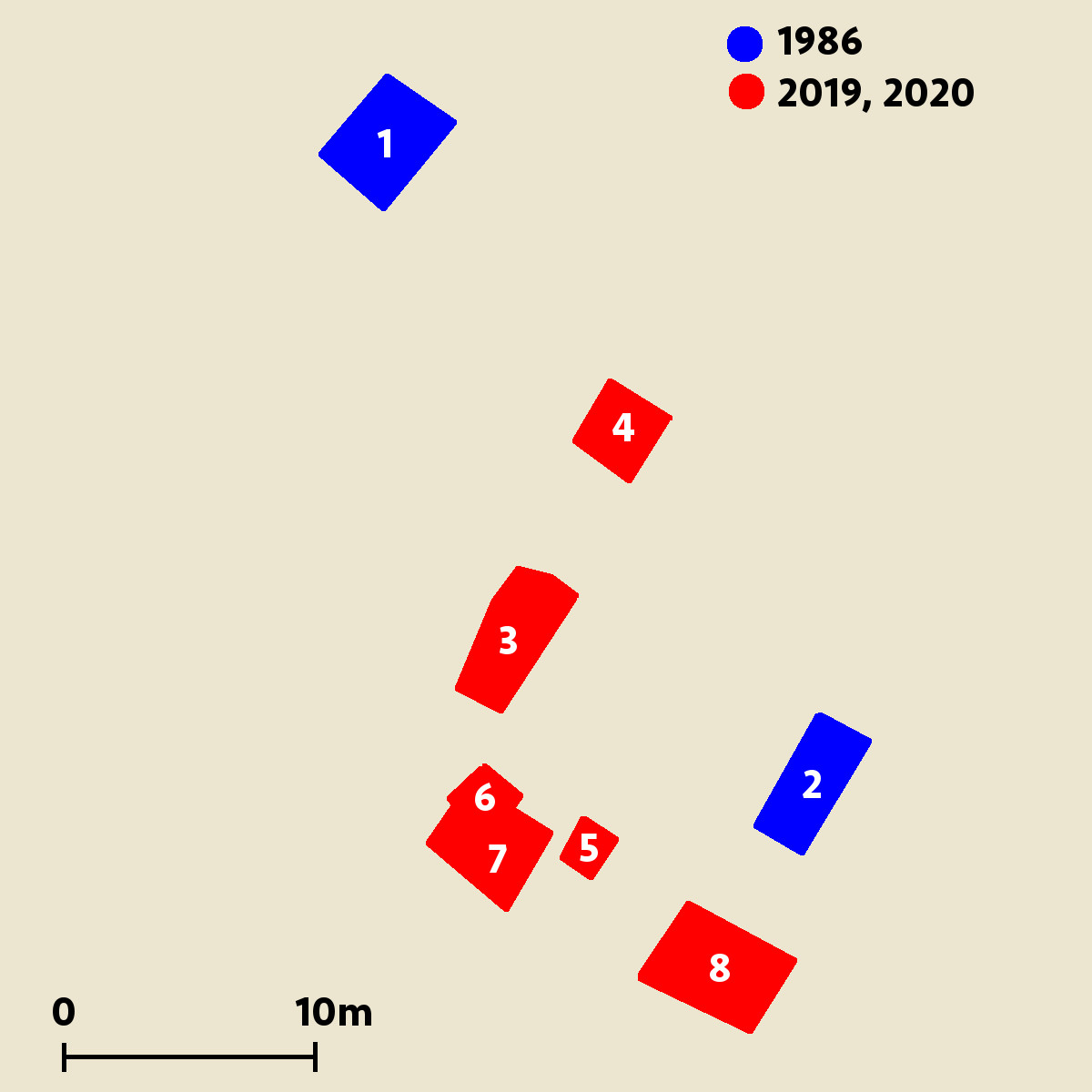
Layout över de 8 fyndgroparna

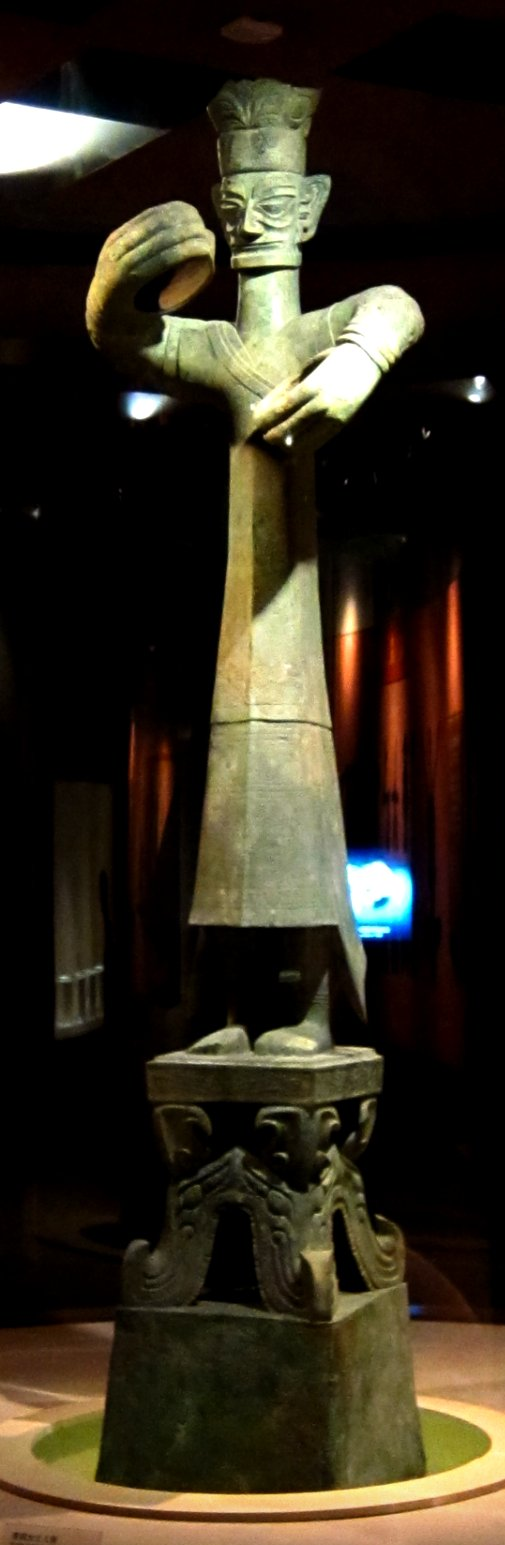
Bronsmannen.

1986 hittades två offergropar där många tusen föremål grävts upp. Groparna finns i södra delen av den historiska staden. Grop 1 mäter 4 x 2,8 m och är ungefär 1,5 m djup. Grop två är 5 x 2 m med ungefär samma djup som Grop 1. Groparna innehöll föremål av guld, brons, elfenben och keramik. Föremålen var till stor del förstörda, brända och begravda i groparna som om de var någon form av offer. De var inte slängda i groparna i hast, utan sorterade efter typ i olika lager. Det finns mindre skillnader mellan de föremål som hittats i grop ett och två, men inga direkta slutsatser har kunnat dras av detta. Föremålen är statyer, prydnadsföremål, masker, klockor, knivar, skålar etc. Bronsmaskerna är en viktig del av fynden och dessa har ett mycket speciellt och annorlunda utseende. Den största masken som hittats är 65 cm hög och 138 cm bred. Många föremål är djurmodeller i brons. Dessa föreställer ormar, drakar, tigrar och fåglar. Jadeföremålen är smycken, knivar, svärd, yxor och verktyg i ceremoniellt utförande. Guldföremålen avbildar t.ex. tigrar eller löv och det största guldföremålet är en 142 cm lång spira. Även mer än 5 000 snäckskal hittades i groparna. Snäckorna kommer från Indiska oceanen och kan antingen varit använda som handelsvaluta eller som offer av pilgrimer. Föremålen från groparna är daterade från slutet perioden innan civilisationen gick under ungefär från 1300 f.Kr. till 1200 f.Kr. Alla föremål i groparna är rituella, dvs. inga bruksföremål.
Det enskilt mest speciella föremålet som hittats är "bronsmannen" som är en 172 cm hög staty stående på ett 90 cm högt fundament. Statyn väger 180 kg. Bronsmannen är den största bronsstaty i världen som föreställer en människa. Händerna är formade för att hålla något stort cirkulärt föremål, sannolikt en elefantbete. Ett annat originellt föremål som hittats är ett nästan fyra meter högt träd av brons med olika sorters frukter och fåglar på dess nio grenar.
Maskerna och statyerna föreställer personer som inte har ett typiskt kinesiskt utseende. De ser mer ut som "främlingar" med stor näsa, stora öron, höga kindben, bred mun och stora ögon. Detta kan betyda att Sanxingdui-civilisationen var sammansatt av olika folkslag. Föremålen har ett formspråk som har likheter med mayakulturen och forntida Egypten. Sanxingdui kan ha varit någon form av centrum för kringresande pilgrimer.
Förvånande är att det inte har hittats någon form av skriven text på något föremål från Sanxingdui. Det finns källor som pekar både för och emot att riket Shu hade ett skriftspråk vid den aktuella tiden. Avsaknaden av skriftliga fynd och referenser försvårar det arkeologiska arbetet.
År 2001 hittades en ytterligare fyndplats, Jinsha, i utkanten av Chengdu där det hittades en mask som är mycket lik de från Sanxingdui.
Från år 2020 till 2022 har ytterligare sex gropar undersökts där totalt har ungefär 13 000 artefakter har grävts ut. Många av guld, brons och jade, men även av elfenben. Ett utmärkande fynd är en sköldpaddsskal-formad låda av brons innehållande jadeföremål i ett utförande som tidigare aldrig hittats. Även fynd av Sidentyg har hittats. Andra utmärkande fynd är ett 0,9 meter högt offeraltare i brons, en 286 gram guldmask och en 1,5 meter hög bronsstaty i tre separat gjutna delar som svetsats tillsammans. Bronsstatyn föreställer en man med karakteristisk från Shu, med en ormkropp som stödjer sig på ett leibronskärl med avbildningar av zunkärl. Kärl av typen lei är vanligare förknippad med förstadiet till Västra Zhoudynastin, och zunkärl härstammar från kinas centralplatå. De dateringar som gjorts av de nya fynden visar att de härstammar från 1131 till 1012 f.Kr.

## Sanxingdui Museum

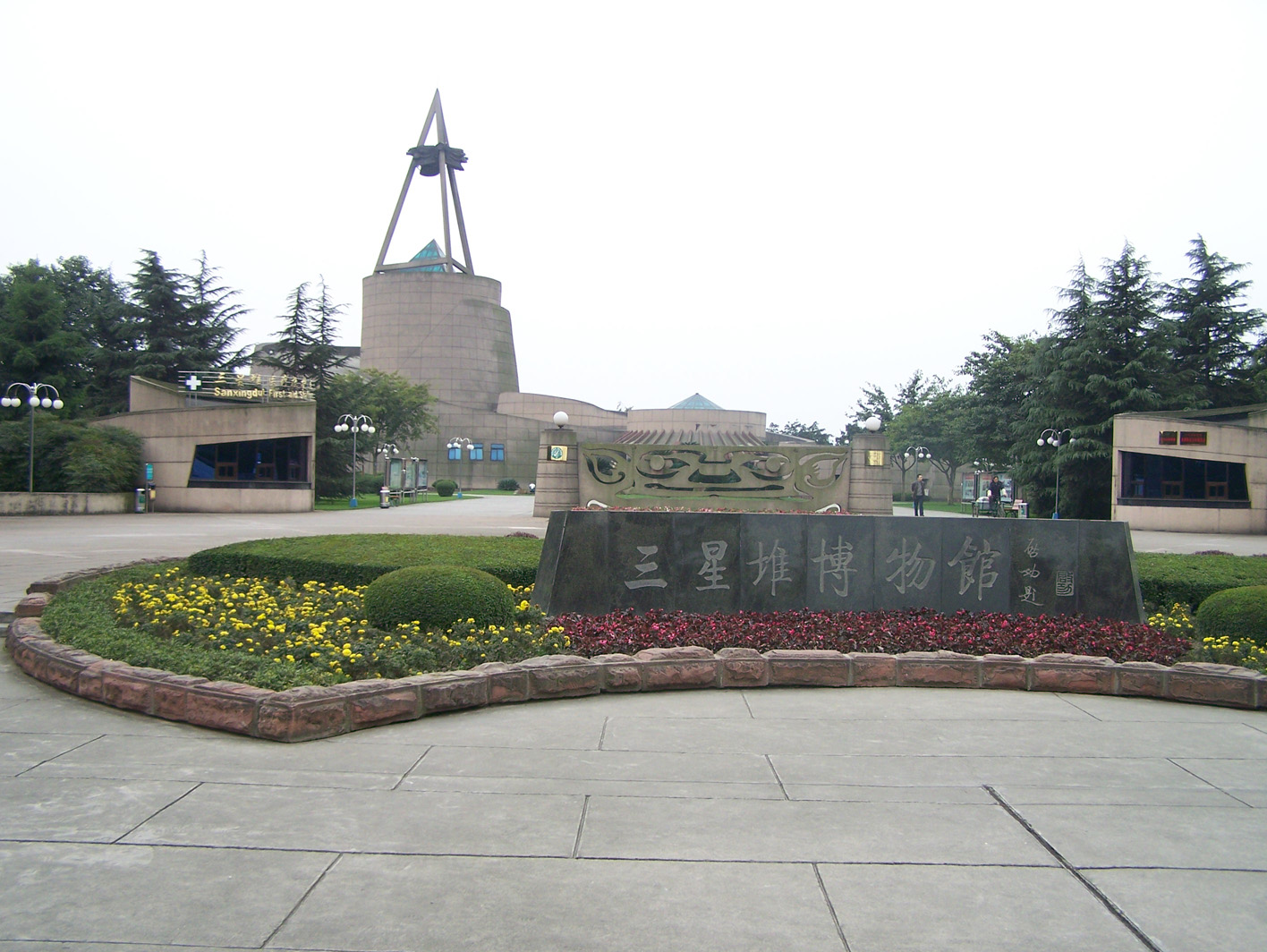
Sanxingdui Museum.

I nordöstra delen av den utgrävda staden vid Sanxigndui finns Sanxingdui Museum som är sydvästra Kinas största museum. Museet, som upptar totalt 200 000 kvadratmeter, öppnade för allmänheten 1997. Utställningshallarna där mer än 1 000 föremål visas upptar 3 000 kvadratmeter. Föremål från Sanxingdui finns även utställda i andra museum i Kina som exempelvis Kinas nationalmuseum i Peking. Fynden har även visats upp i temporära utställningar i många länder såsom Japan, USA, Storbritannien, Danmark, Schweiz och Taiwan. Sanxingdui besöks årligen av 800 000 personer.

## Galleri

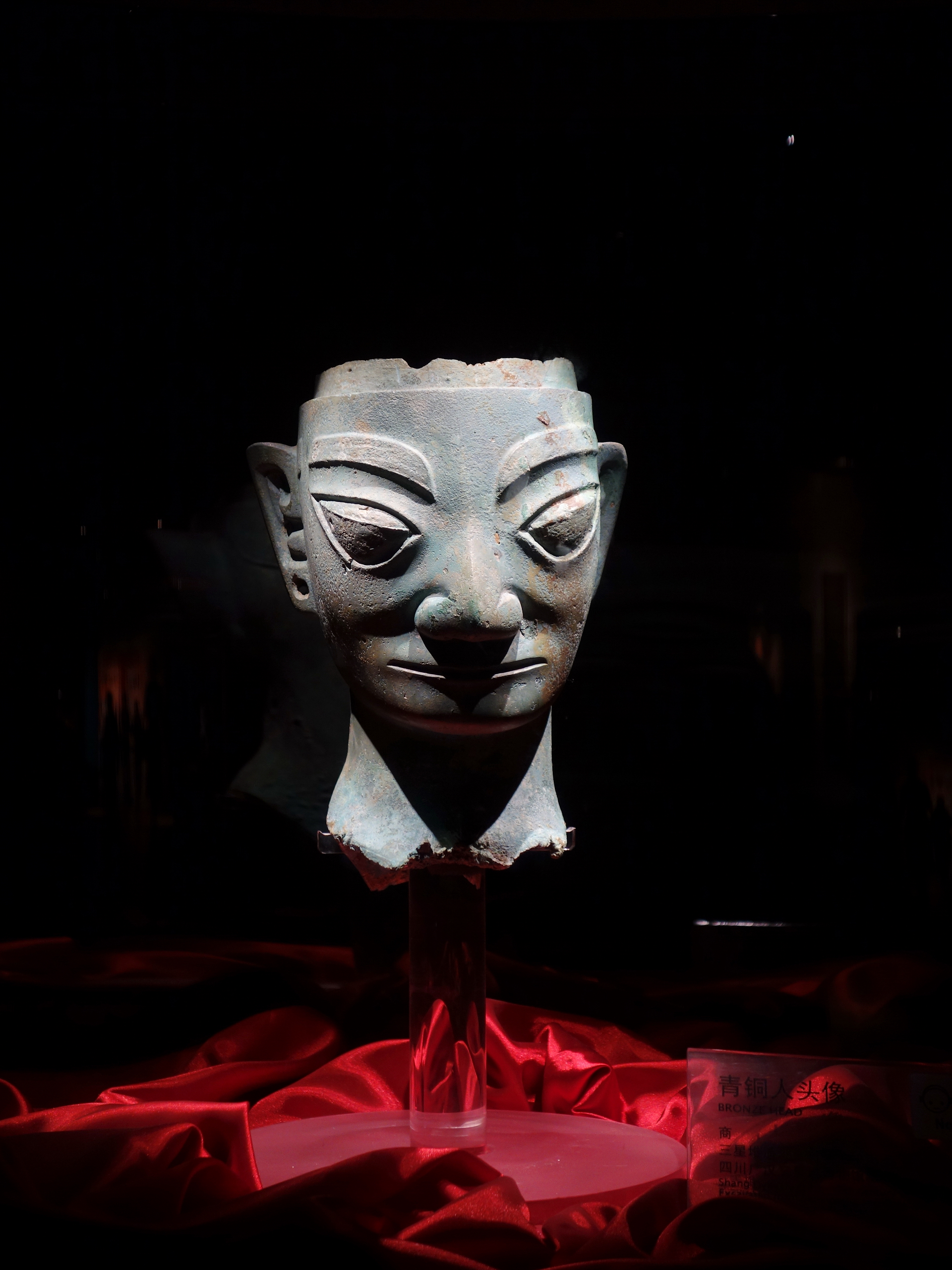
En mask.
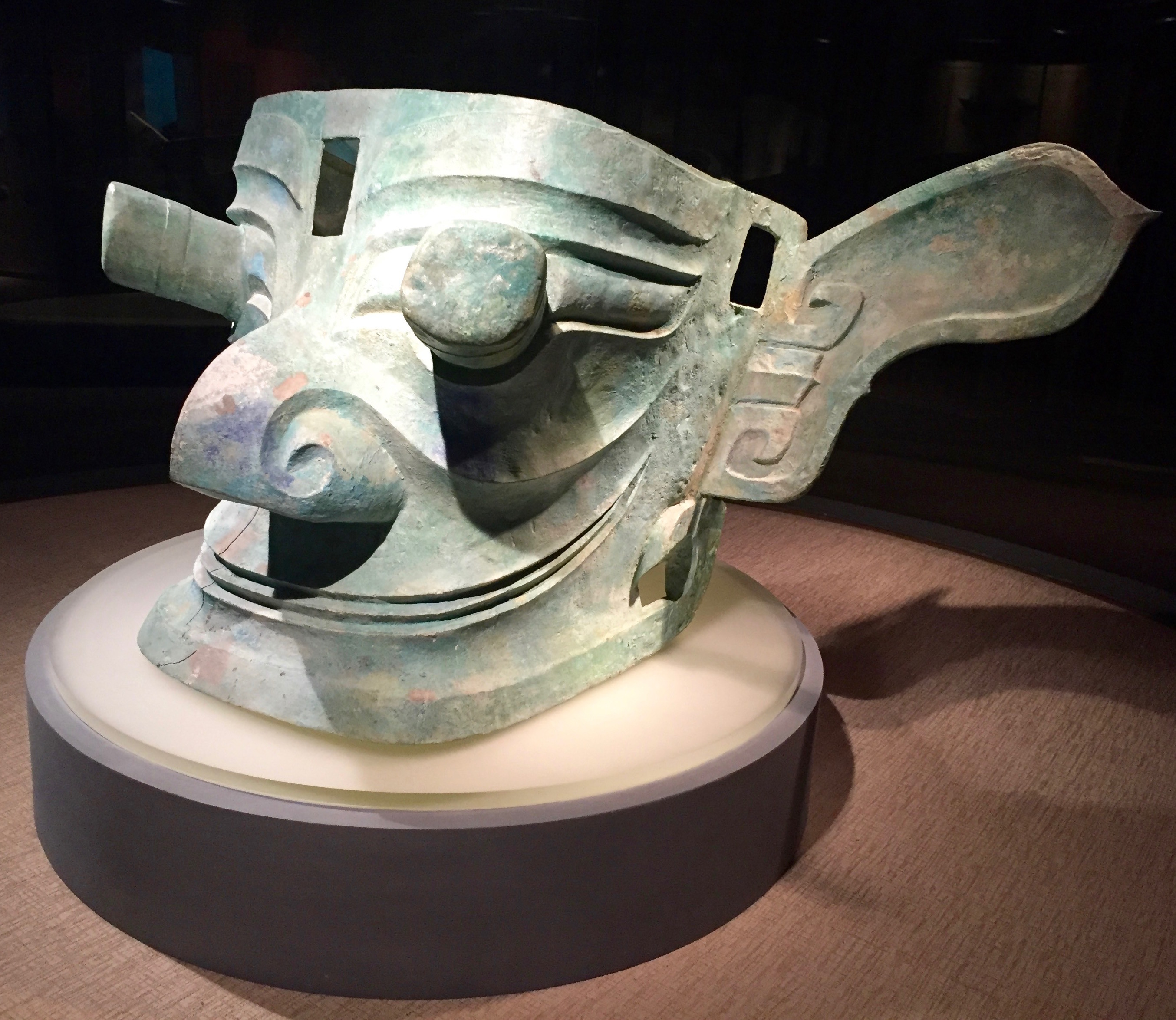
Mask med utskjutande pupiller. Den näst största masken som hittats. (138 cm bred).
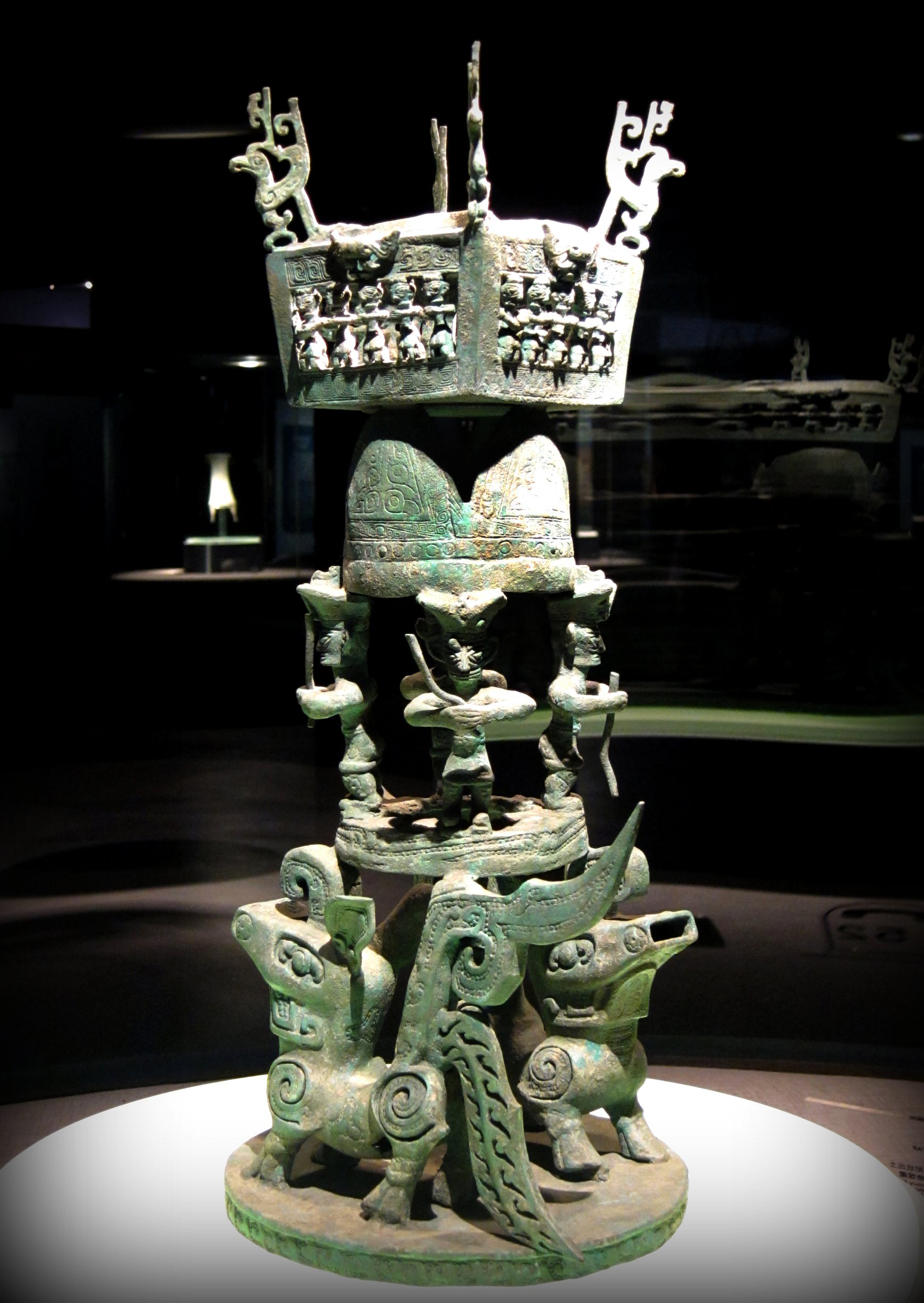
Ett offeraltare.
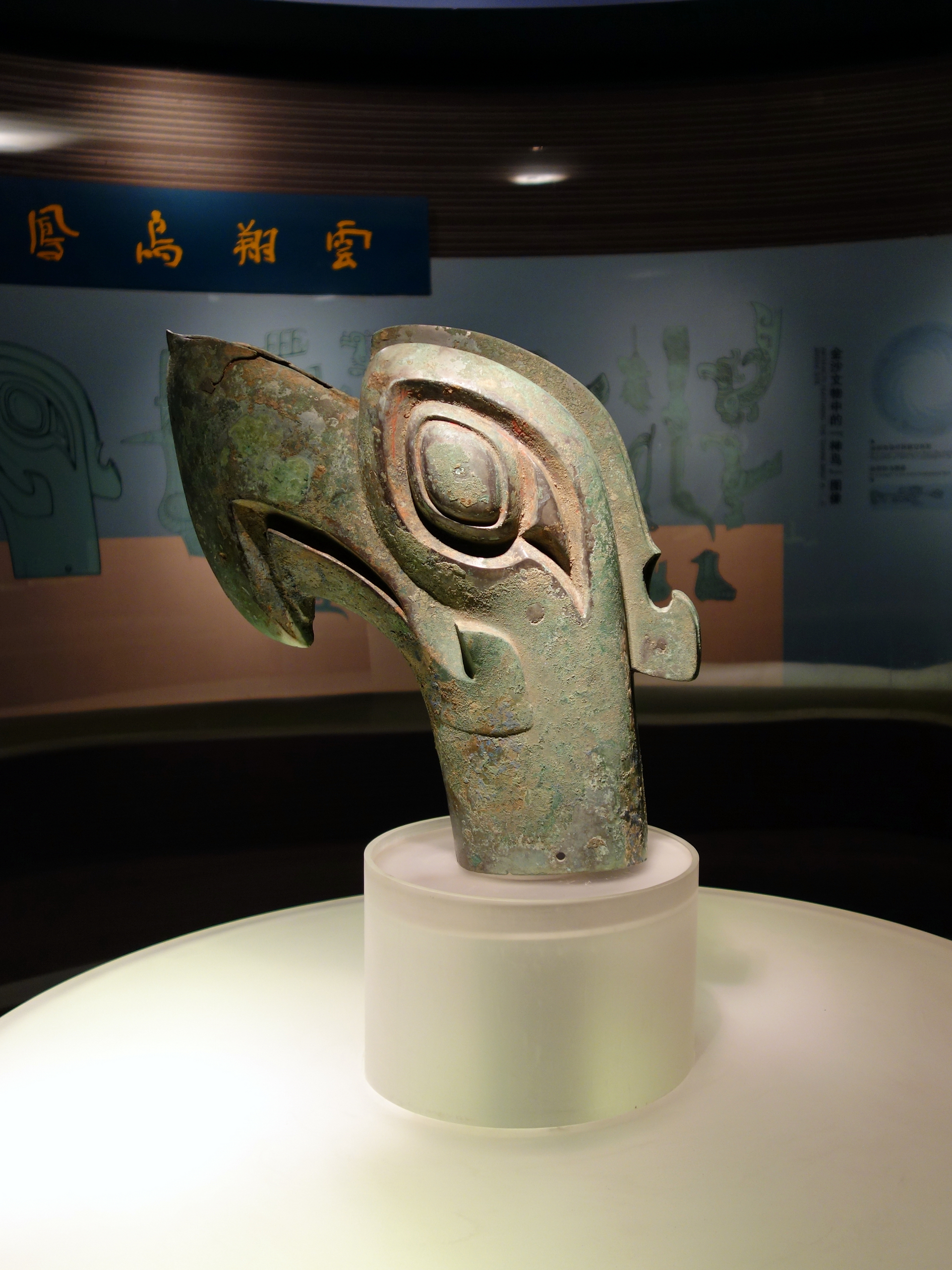
Ett fågelhuvud.
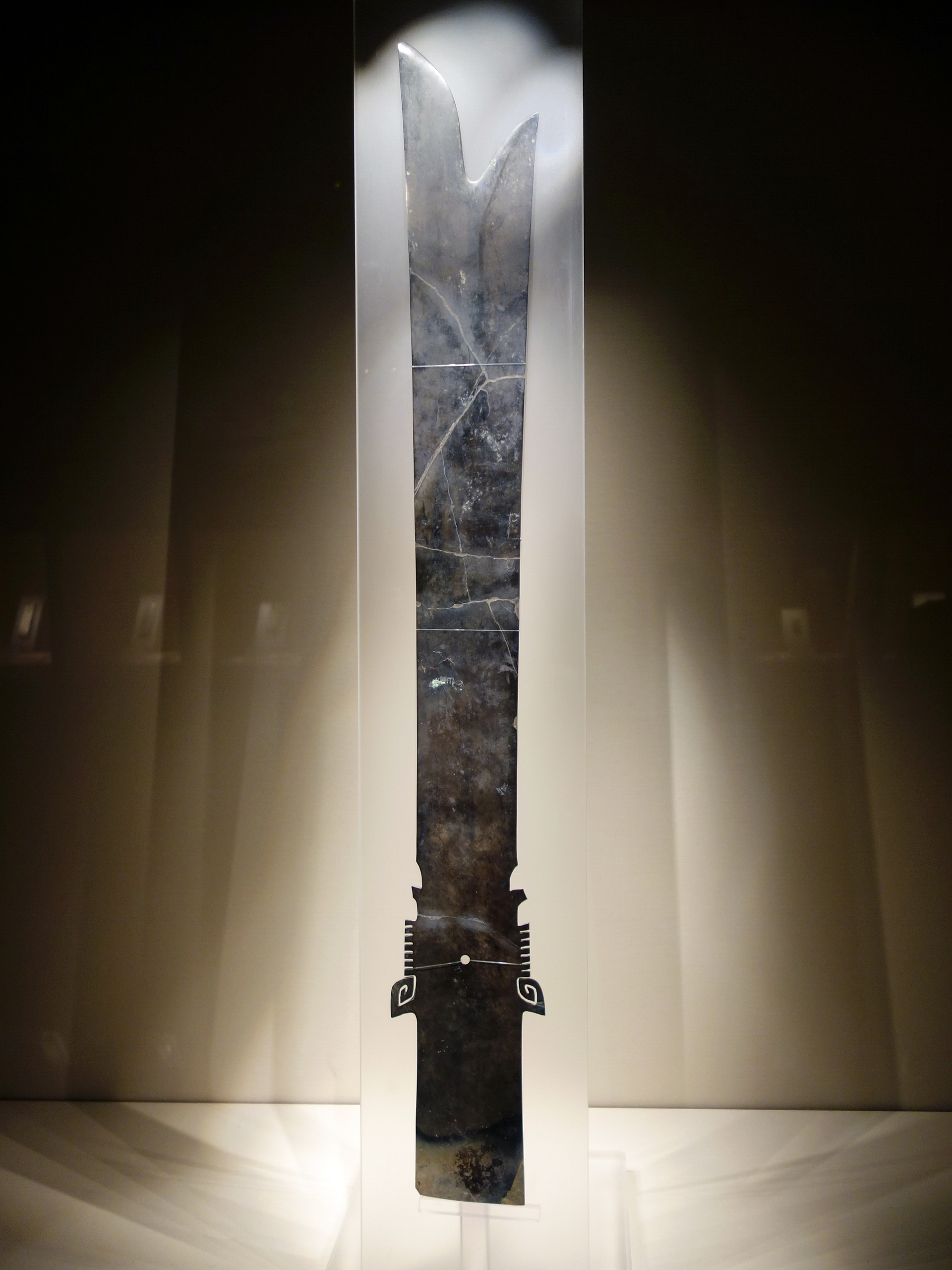
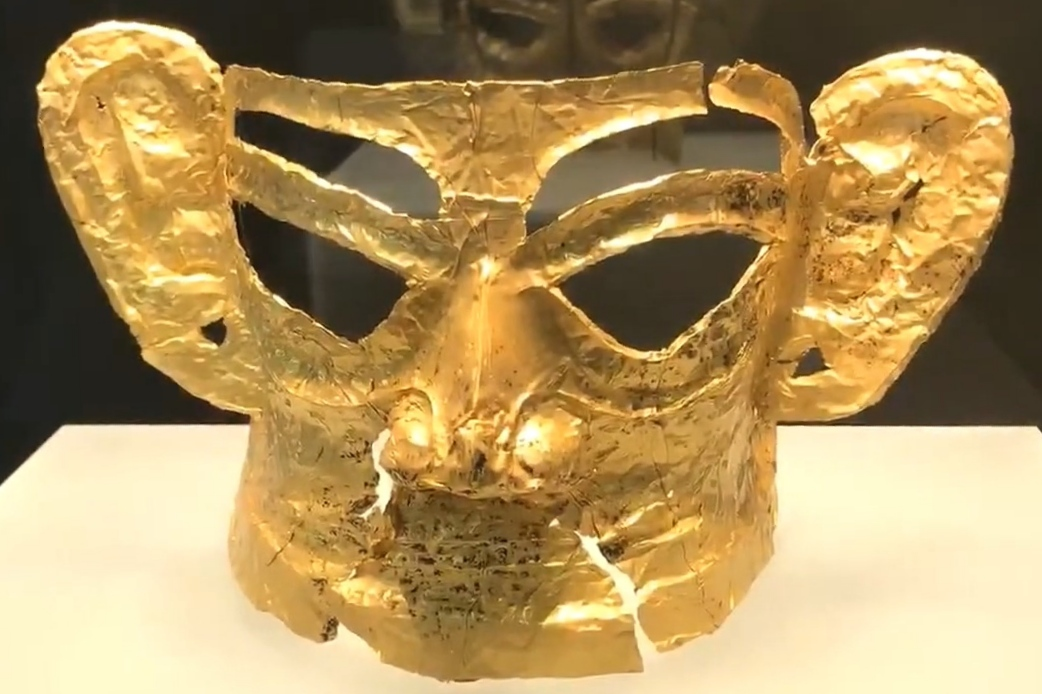